# ابراهیم فخار
ابراهیم فخار کاشانی (۱۳۰۴ – ۱ اسفند ۱۳۷۲) بازیگر سینمای ایران بود.

## فیلم‌شناسی
- حرفه‌ای (۱۳۵۵)
- فراشباشی (۱۳۵۴)
- کوثر (۱۳۵۳)
- صخره سیاه (۱۳۵۲)
- هفت دلاور (۱۳۵۲)
- خردجال (۱۳۵۱)
- ضعیفه (۱۳۵۱)
- عزیز قرقی (۱۳۵۰)
- بارگاه شیطان (۱۳۴۹)
- جعفر و گلنار (۱۳۴۹)
- دختر ظالم بلا (۱۳۴۹)
- شهر هرت (۱۳۴۹)
- عروس بیانکا (۱۳۴۹)
- ستاره فروزان (۱۳۴۸)
- قصه دلها (۱۳۴۸)
- قهوه‌خانه قنبر (۱۳۴۸)
- مردان روزگار (۱۳۴۸)
- بیگناهی در شهر (۱۳۴۷)
- چاکر شما کوچولو (۱۳۴۷)
- دختر شاه پریون (۱۳۴۷)
- داش احمد (۱۳۴۶)
- یکپارچه آقا (۱۳۴۴)
- سه تفنگدار (۱۳۴۳)

## منبع
- قدیمی‌ها
- ابراهیم فخار در بانک اطلاعات اینترنتی فیلم‌ها (IMDb)
- ابراهیم فخار در بانک جامع اطلاعات سينماى ايران